# Elecciones federales de México de 2000 en Baja California
Las Elecciones federales en Baja California de 2000 se llevó a cabo el domingo 2 de julio de 2000 y en ellas fueron renovados los titulares de los siguientes cargos de elección popular del estado mexicano de Baja California:
- Diputados Federales de Baja California: 6 Electos por mayoría relativa elegidos en cada uno de los Distritos electorales, mientras otros son elegidos mediante representación proporcional.
- Senadores por Baja California: 2 electos por mayoría relativa y 1 por representación proporcional.

## Candidatos

### Distrito I (Mexicali)
|  | 43.35 % |

|  | 42.55 % |

|  | 9.57 % |

|  | 0.63 % |

### Distrito II (Mexicali)
|  | 48.90 % |

|  | 38.05 % |

|  | 8.95 % |

|  | 0.50 % |

### Distrito III (Ensenada)
|  | 49.45 % |

|  | 34.49 % |

|  | 10.20 % |

|  | 1.15 % |

### Distrito IV (Tijuana)
|  | 49.99 % |

|  | 35.67 % |

|  | 9.73 % |

|  | 0.58 % |

### Distrito V (Tijuana)
|  | 51.01 % |

|  | 36.31 % |

|  | 8.00 % |

|  | 0.56 % |

### Distrito VI (Tijuana)
|  | 49.79 % |

|  | 38.07 % |

|  | 7.20 % |

|  | 0.57 % |

## Resultados
12 partidos políticos nacionales tendrán la posibilidad de registrar candidatos, de manera individual, formando coaliciones electorales entre dos o más partidos, o registrando candidaturas comunes, es decir registrar a un mismo candidato aunque cada partido compita de manera independiente.

### Diputados federales
| Partido                             | Partido                                                                 | Diputados Mayoría relativa | Diputados Rep. Proporcional | Total |  |
| ----------------------------------- | ----------------------------------------------------------------------- | -------------------------- | --------------------------- | ----- |  |
|                                     | Alianza por el Cambio (PAN-PVEM)                                        | 6                          | 0                           | 6     |  |
|                                     | Partido Revolucionario Institucional                                    | 0                          | 0                           | 0     |  |
|                                     | Alianza por México (PRD, PT, Convergencia por la Democracia, PSN y PAS) | 0                          | 0                           | 0     |  |
|                                     | Partido del Centro Democrático                                          | 0                          | 0                           | 0     |  |
|                                     | Democracia Social                                                       | 0                          | 0                           | 0     |  |
|                                     | Partido Auténtico de la Revolución Mexicana                             | 0                          | 0                           | 0     |  |
| Total                               | Total                                                                   | 6                          | 0                           | 6     |  |
| Fuente: Instituto Federal Electoral |                                                                         |                            |                             |       |  |

### Senadores
| Partido | Partido                                                                 | Senadores |
| ------- | ----------------------------------------------------------------------- | --------- |
|         | Partido Revolucionario Institucional                                    | 1         |
|         | Alianza por el Cambio (PAN-PVEM)                                        | 2         |
|         | Alianza por México (PRD, PT, Convergencia por la Democracia, PSN y PAS) | 0         |
|         | Partido del Centro Democrático                                          | 0         |
|         | Democracia Social                                                       | 0         |
|         | Partido Auténtico de la Revolución Mexicana                             | 0         |

## Presidente de México (Datos locales)
|  | 49.76 % |

|  | 37.04 % |

|  | 8.97 % |

|  | 1.69 % |

|  | 0.40 % |

|  | 0.36 % |